# Pinsk
Pinsk (en belarús: Пінск; en ucraïnès: Пінськ; en rus: Пинск) és una ciutat de Belarús, a la província de Biérastse, a la vora del riu Prípiat. La regió on es troba es coneix com a ""maresma de Pinsk"". La zona destaca per ser molt fèrtil per a l'agricultura. Es troba al sud-oest de Minsk La seva població és de 128.300 habitants aproximadament. La ciutat és un petit centre industrial productor d'embarcacions que naveguen per la zona.

## Història
Pinsk (Pinesk) és esmentada per primera vegada l'any 1097 com a ciutat pertanyent a Sviatopolk, príncep de Kíev. El 1132 formava part del Principat de Minsk. Després de la invasió mongola del 1239, es va convertir en el centre d'un principat autònom, estat que va mantenir fins a finals del segle xiii. El 1320 va ser annexionada al Gran Ducat de Lituània, i el 1569, després de la unió de Litània amb la corona del Regne de Polònia, va ser la principal ciutat de la província de Brest. En el transcurs de la revolta del cabdill Bohdan Khmelnitski del 1640, va ser presa pels cosacs, que van dur a terme una persecució contra la població jueva de la ciutat; els polonesos van recuperar la ciutat, matant a 24.000 persones i cremant 5.000 cases. Vuit anys més tard la ciutat seria arrasada pels russos. Carles XII de Suècia la va ocupar el 1706, fent-la incendiar. Pinsk va caure en mans de Rússia el 1793, durant el tercer repartiment de Polònia. Es va convertir en part de Polònia el 1920, després de la guerra que va enfrontar als polonesos amb la U.R.S.S., però va tornar a formar part de la Unió Soviètica el 1939.
Entre els anys 1941 i 1944 va estar ocupada per l'Alemanya nazi. D'acord amb l'Enciclopèdia de l'Holocaust, hi havia al voltant de 30.000 jueus a Pinsk a principis del 1941. Després de l'arribada dels alemanys, el 1942, es va crear un ghetto. Pràcticament la totalitat dels residents d'aquest ghetto van ser assassinats entre el 28 d'octubre i l'1 de novembre del 1942.
Des del 1991, Pinsk forma part de Belarús.

## Personatges importants nascuts a Pinsk
- Matusz Butrymowicz jutge local.
- Ryszard Kapuściński (1932–2007) escriptor i periodista.
- Simon Kuznets (1901-1985) economista.
- Golda Meïr (1898–1978) Primer ministre d'Israel.
- Adam Naruszewicz (1733–1796) poeta, historiador i bisbe.
- Chaim Weizmann (1874–1953) primer President d'Israel.
- Karol Wyrwicz (1717–1793) historiador.